# Дарден, Миллз
Миллз Дарден (англ. Darden Miils, 7 октября 1799 — 23 января 1857) — один из самых тяжёлых  и высоких людей в истории. При росте 2,29 м его вес  составлял 463 кг. Его ИМТ был равен 88,6.
Миллз Дарден родился 7 октября 1799 года в Северной Каролине, США.
Он был женат один раз и у него было несколько детей. Его жена Мария, которая умерла в 1837 году в возрасте около 40 лет, имела рост 1,5 м и весила 44 кг.
Миллз Дарден умер 23 января 1857 года. Он был похоронен в Лексингтоне, штате Теннесси.